# Pont des Fées (forêt de Fossard)
Pour les articles homonymes, voir Pont des Fées.
Le pont des Fées est un pont situé dans la forêt de Fossard sur les communes de Saint-Amé et Saint-Étienne-lès-Remiremont, dans le département des Vosges, en Lorraine.

## Histoire
L'origine de ce pont demeure inconnue. Il fut jadis l'un des deux ponts présents, mais le second fut démoli en 1848 pour la construction de la prison de Remiremont.
L'ouvrage dit Pont des Fées est inscrit au titre des monuments historiques par arrêté du 4 février 1988.

## Description
Le pont, construit en pierre sèche, s'étend sur une longueur indéterminée, mesurant 29 mètres de long, 13 mètres de large et 7 mètres de haut.  

## Valorisation du patrimoine
Depuis avril 2023, le pont des Fées est fermé au public, mais reste néanmoins visible. Pour pallier cette interdiction, les bénévoles du Club vosgien ont aménagé une déviation et mis en place un nouveau parcours.

## Légende
Selon une légende, les fées l'auraient construit en une seule nuit en utilisant leur magie.